# Cinta Larga
Cinta Larga (Široki Pojas; Matétamãe), pleme američkih Indijanaca porodice Monde, Velike porodice Tupian, naseljeno u brazilskim državama Rondônia i Mato Grosso, na rezervatima Roosevelt, Serra Morena, Parque Aripuanã i Aripuanã. Pleme Cinta Larga sastoji se od kojih 1,300 duša (5,000; 1968) naseljenih u kojih 25 sela i osam domorodačkih postaja na navedenim rezervatima. Tri njihove velike glavne grupacije su Paábiey (“oni odozgor”), u kraju oko rijeka Tenente Marques i Eugênia; Pabirey (“oni iz sredine”), koji žive u kraju gdje se sastaju Capitão Cardoso i Roosevelt; i treća grupa su Paepiey (“oni odozdol”) što naseljavaju rijeke Vermelho, Amarelo i Branco. Cijeli ovaj kraj prostire se na 2.7 milijuna hektara. 
Jezik plemena Cinta Larga član je porodice Monde, i srodni su plemenima Zoró, Suruí Paiter i Gavião do Jiparaná ili Digut. 
Lov, ribolov, sakupljanje i poljodjelstvo nije jednako zastupljeni, a lov i ribolov su im najvažniji. zemljoradnji posvećuju najmanje vremena. Na muškarcu je da posiječe i spali česticu zemlje u džungli a ostali posao prepuštaju svojim ženama. Ribu love preko cijele godine, a najviše od jedanaestog do prvog mjeseca, kada su rijeke pune riba. 
Obitelji su poligamne. Svečanosti održavaju u vrijeme sušne sezone.

## Vanjske poveznice
- The more-than-announced tragedy in the area of the Cinta-Larga Indians